# Johan Christoffer Askelöf
Johan Christoffer Askelöf, född den 13 februari 1787 i Ingelstorp i Skåne, död den 12 juli 1848, var en svensk publicist.

## Tidig karriär som tjänsteman
Askelöf blev filosofie magister i Lund 1805 och inträdde 1810 i ecklesiastikexpeditionen, där han 1824 fick en obetydlig tjänst som expeditionssekreterare. Redan 1813 anställdes Askelöf som civil tjänsteman vid svenska högkvarteret i Tyskland och 1815 fungerade han under presidenten Billbergh vid avslutandet av likvidationen med de främmande makter, vilkas områden svenska trupper genomtågat. 1818 var han sekreterare i riksdagens särskilda utskott.
År 1819 sändes han till Tyskland för uppgörande av svenska arméns restfordringar på inkomsterna av svenska domäner. Av "Allmänna magasinsdirektionen" fick Askelöf därefter uppdrag att först i England och sedan i Italien sälja kronans i magasinen upplagda överflödiga spannmål. Genom detta uppdrag var han största delen av åren 1820—1823 utomlands. Han utnämndes 1824 till föredragande sekreterare i den då tillsatta Styrelsen för allmänna magasinsinrättningens utredning och 1826 till ledamot av statskontoret såsom föredragande för magasinsärendena. På egen begäran fick han 1828 avsked från denna befattning och avslutade därmed sin egentliga tjänstemannaverksamhet.

## Publicistisk verksamhet

### Polyfem, ett blad att läsa på sängen
Redan tidigt hade Askelöf ägnat sig åt publicistk. Efter tryckfrihetens införande mot slutet av 1809, började han, tillsammans med flera andra av de i striderna mellan "den gamla och den nya skolan" bekanta unge männen, att ge ut en tidning, huvudsakligen ägnad åt litterär kritik: Polyfem, ett blad att läsa på sängen. Den utgavs av det så kallade "Sällskapet för det löjeliga". Tidningen utkom två gånger i veckan i sammanlagt 52 nummer och väckte oerhört uppseende. Askelöf var huvudredaktör. I bladet förekommer ofta signaturen Gert Wollenweber, som var Askelöfs namn i sällskapet Pro joco och dess efterföljare Gröna rutan. Polyfem — såsom fortsättningen kallades — omfattar 5 samlingar, men upphörde 1812, ungefär samtidigt med indragningsmaktens införande.

### Lifvet och döden
Hemkommen från tjänsteresorna i Tyskland, började Askelöf åter skriva, men under tydligt framträdande obehag över att som tidningsskrivare vara beroende av hovkanslerns ynnest. Boktryckaren Karl Delén anmälde sig i september 1815 som ansvarig utgivare av tidningsbladet Lifvet och döden, vars första och andra följd, vardera om 24 nummer, utkom i Stockholm 16 oktober 1815 till 16 maj 1816. Detta var Askelöfs andra tidning. De tidigare medarbetarna Clas Livijn och Lorenzo Hammarsköld fanns kvar. Bladet ägnade sig mest åt litterär kritik, politisk ekonomi och statistik. Redan i anmälan uttrycktes övertygelsen, att "en svensk tidning aldrig kan bli, i ordets egentliga och ädla bemärkelse, politisk", såsom kan ske i andra länder, "där andra förhållanden lämna åt författare ett mera obehindrat tillfälle att yttra sig om allmänna angelägenheter, så yttre som inre". 

### Läsning till utbredande af medborgerliga kunskaper
För att bättre kunna behandla statistiska och statsekonomiska ämnen övergav Askelöf veckobladsformen och uttog nu, först tillsammans med Clas Livijn och fjorton dagar senare i förening även med prosten greve von Schwerin, tillståndsbevis för att ge ut månadsskriften Läsning till utbredande af medborgerliga kunskaper (juni 1816). Den hade redan vid sitt tredje nummer över 1000 prenumeranter och för att skydda den emot hovkanslerns godtycke hade varje artikel — rörande statistik, bank- och myntväsende med mera - före tryckningen blivit inlämnad till Tryckfrihetskommittén, som skriftligen intygat, att inget olagligt förekom i den. Men Schwerin fick besked om att detta inte skulle förhindra hovkanslern att vidta sådan "inhiberande åtgärd" som han kunde finna lämplig och Schwerin lade då ner tidskriften med en förklaring om orsaken. De båda kvarstående redaktörerna meddelade att de tänkte fortsätta, men så blev inte fallet. 
Dittills verkade Askelöf alltså, trots att han var ämbetsman, snarare ha tillhört den liberala sidan än den konservativa. Men han blev 1820 angripen i Anmärkaren såsom "icke känd för talanger, erfarenhet, världskännedom" — i en artikel, riktad mot den egendomliga åtgärden att sända en tjänsteman för att sälja kronans spannmål, i stället för förmedla affären att genom ett handelshus, och därtill med förlust. Sedan oppositionen vid 1823 års riksdag drivit igenom Magazinsdirektionens avskaffande, blev Askelöf alltmera skeptisk till oppositionen. Men regeringsanhängare blev han ändå inte. 

### Den objudne gästen
Hans nästa publicistiska insats, sedan han slutat som ämbetsman 1828, blev därför att ge ut en tidning, som bekämpade oppositionen, utan att som de "salarierade" bladen blint försvara allt, som denna anföll. Vid detta första rent politiska uppträdande var han först fullkomligt anonym. I december 1828 uttogs av en bokhållare vid namn Martinell tillståndsbevis för veckobladet Den objudne gästen, som utkom under hela 1829 och med sin tendens huvudsakligen riktad mot Carl Henrik Anckarsvärd och oppositionen under då pågående riksdag. Man utväxlade hugg och skämt med den liberala pressen. Det dröjde länge nog, innan Askelöf blev känd som bladets utgivare. Hans stora beläsenhet, hans grundliga kunskaper, hans principmässiga rojalism och framför allt hans kvicka infall och lätta skrivsätt förskaffade tidningen betydande läsekrets. Från början av 1830 uppgick veckobladet i "Svenska Minerva", som Askelöf utgav i eget namn.

### Fortsatt politisk verksamhet.Svenska Minerva
Under nära 18 år fortsatte sedan Askelöfs strid med de liberala idéernas förkämpar. Hans personliga självständighet gjorde emellertid att han mycket ofta gick till anfall mot ämbetsmannaåtgärder av för honom misshagliga personer och själva "statstidningen", redigerad av Wallmark, fick ofta svåra hugg. Många av regeringspartiet såg därför Svenska Minerva med oblida ögon. Därför fick Askelöf ett allt större personligt inflytande på högre ort, vilket för honom i hans egenskap av kommissionär för besvärsmåls, ansökningars och andra handlingars inlämnande i statsexpeditionen hade en synnerligen praktisk betydelse. Askelöfs inflytande på högre ort gränsade stundom till det otroliga. En gång utverkade han till exempel ett kungligt brev, som upphävde ett annat, nyss utgivet, som hade misshagat de skånska pastoratsinnehavarna. Känd som en fullkomlig man av värld spelade han en stor roll i umgängeslivet och en ändå större vid middagsbordet. Hans rationella gastronomi beundrades av alla som älskade ett gott bord. Även med politiska motståndare kunde han leva på god fot, vilket på den tiden var synnerligen sällsynt, och han vann därför även deras personliga erkännande, hur spetsigt än polemiken fördes i tidningarna. Men Svenska Minerva var inte det enda kvicka organet inom pressen. Med Lars Johan Hiertas Aftonbladet hade ett år senare än "Minerva" en i detta fall ganska värdig motståndare uppstått, som snart fullkomligt överflyglade sina samtida. Striden blev mer och mer personlig och Askelöfs principiella rojalism mer och mer ett försvar även för oförsvarliga regeringsåtgärder. Minervas hållning i den yttre politiken gav tidningen i motståndarnas spalter öknamnet Ryska Minerva. Den lilla tidningen fick aldrig någon stor spridning, men den lästes ivrigt av alla intresserade och dess namn figurerade så flitigt i oppositionsbladens spalter, att den kunde mäta sig med dessa i namnkunnighet.

## Död och eftermäle
Med tronskiftet 1844 var Minervas roll egentligen utspelad, men Askelöf fortsatte ändå, fast med tyngre penna än förut och utan det personliga inflytande, som tidigare minskat ställningens obehag, sin strid mot "den fria pressen". Ända till sin sista dag fortsatte han sitt blad, nu biträdd av den forne motståndaren Argus-Johansson. Två artiklar fyllde Svenska Minerva den 11 juli 1848, den ena beklagade att arbetaren och gesällen nu blivit likadana "matadorer" som fordom en greve, en brukspatron och så vidare, den andra framhöll till läsarens åtlöje Cabets Ikariska republik. Följande dag blev Askelöfs dödsdag. I hans eftermäle ses han som en av 1800-talets mest begåvade publicister. 
Den askelöfska autografsamlingen, en betydande samling äldre och nyare brev tillfördes efter hans död Kungliga bibliotekets samlingar.